# Last Days of The Justice Society of America
Last Days of the Justice Society of America (dall'inglese, Gli Ultimi Giorni della Justice Society of America), o in breve Last Days of the Justice Society, è un fumetto special auto-conclusivo della DC Comics, originariamente pubblicato nel 1986. Sequel della maxiserie Crisi sulle Terre infinite, lo scopo di questo fumetto era quello di rimuovere la Justice Society of America dall'Universo DC, in quanto gli scrittori sentivano che la squadra di eroi maturi era diventata irrilevante nel mondo post-Crisi. Però, fu fatto in un modo in cui la JSA sarebbe potuta essere riportata indietro nel futuro, nel caso che qualche scrittore lo avesse voluto.

## Personaggi principali
Gli eroi seguenti presero parte nella trama principale del fumetto:
- Atomo (Al Pratt)
- Dottor Fate (Kent Nelson)
- Dottor Mid-Nite (Charles McNider)
- Flash (Jay Garrick)
- Lanterna Verde (Alan Scott)
- Hawkgirl (Shiera Sanders Hall)
- Hawkman (Carter Hall)
- Hourman (Rex Tyler)
- Power Girl
- Sandman (Wesley Dodds)
- Sandy, il Ragazzo d'Oro
- Lo Spettro (Jim Corrigan)
- Star-Spangled Kid (Sylvester Pemberton)
- Starman (Ted Knight)
- Johnny Thunder e il suo Thunderbolt
- Wildcat (Ted Grant)

Gli eroi seguenti compaiono nei flashbacks del 1945:
- Batman (Terra-Due)
- Mister Terrific (Terry Sloane)
- Superman (Terra-Due)
- Wonder Woman (Terra-Due)

I membri seguenti della Infinity, Inc. fecero due comparse in brevi cameo:
- Brainwave
- Fury (Ippolita Trevor)
- Jade
- Northwind
- Nuklon (Albert Rothstein)
- Obsidian
- Silver Scarab

Il principale antagonista della storia è Adolf Hitler, come fu descritto in All-Star Squadron.

## Trama
Quindici membri e soci della Justice Society - Hawkman, Hawkgirl, Flash, Lanterna Verde, Sandman, Sandy, Starman, Dottor Mid-Nite, Dottor Fate, Atomo, Johnny Thunder, Hourman, Wildcat, Power Girl e Star-Spangled Kid - si riunirono per un cerimoniale privato di commemorazione per il Robin e la Cacciatrice di Terra-Due, che di recente furono uccisi durante la Crisi. Sentendosi di troppo in un mondo pieno di eroi più giovani, la JSA stava per sciogliersi ufficialmente, quando all'improvviso comparve Lo Spettro, apparentemente ferito mortalmente nonostante fosse un fantasma. In un istante di comunione psichica, mise un messaggio nella mente del Dottor Fate, e quindi si dissipò. Dottor Fate condivise, quindi, questa informazione con tutti gli altri eroi, ed elaborò un incantesimo che potesse trasportarli tutti nel tempo e nello spazio fino a Berlino, nel 15 aprile 1945.
Il messaggio era che, mentre Lo Spettro giaceva inconscio nel vuoto cosmico del dopo-Crisi, la sua energia incontrollata aveva raggiunto lo spazio e il tempo, mettendolo in contatto con la Lancia del Destino nel 1945 mentre Adolf Hitler stava per utilizzarla al fine di portare la fine del mondo. I poteri dello Spettro, in aggiunta a quelli della Lancia, gli permise di realizzare "L'Alba degli Dei" di Hitler, distruggendo la Terra e l'universo, e ferendo Lo Spettro nel frattempo. Il suo piano era quello di avvisare la JSA moderna e dirgli del disastro poco prima che il passato alterato potesse incontrare il loro presente.
Gli eroi giunsero alla loro destinazione giusto in tempo per vedere Hitler formulare il suo incantesimo, aprendo un vortice nel cielo. La JSA volò fin dentro il buco e si ritrovò nel reame di Asgard, casa degli dei nordici, che stavano per combattere la loro battaglia finale (Ragnarǫk). Per prevenire che gli Dei nordici perdessero, e quindi prevenire a distruzione della Terra, Dottor Fate utilizzò la sua magia per fondere fisicamente gli altri eroi con gli Dei, aggiungendo così potenza e forza di volontà. Molti degli eroi/Dei morirono nella battaglia, ma i restanti combatterono, determinati a cambiare il risultato predeterminato.
Durante la battaglia, i giorni passarono sulla Terra; l'incantesimo di Hitler fallì; la Germania fu sconfitta dagli Alleati, e Hitler e Eva Braun si suicidarono.
Gli eroi sconfissero quasi tutti i loro nemici, ma dovevano ancora sconfiggere Surtur, il gigante di fuoco determinato a bruciare via ogni forma di vita sul campo di battaglia (e anche sulla Terra). A causa della natura non lineare del tempo nel reame di Asgard, Dottor Fate fu in grado di portare gli eroi caduti in vita, e insieme combatterono e sconfissero Surtur. Però, dato che il Ragnarǫk era una battaglia senza fine, la battaglia cominciò ancora e ancora, e gli eroi dovettero ricombattere la stessa battaglia per sempre per evitare la fine del mondo. Dottor Fate mandò Power Girl e Star-Spangled Kid a casa contro la loro volontà, dicendo che i giovani dovevano in qualche modo essere risparmiati dal destino dei vecchi; Fate quindi si preparò a entrare nell'eterna battaglia insieme ai suoi compagni, quando Lo Spettro - apparentemente in piena forma - lo fermò, dicendo che la sua magia era necessaria per sostenere eternamente gli altri eroi. Anche Fate fu mandato a casa contro la sua volontà dallo Spettro, che disse che lui stesso era stato chiamato a casa dal suo Maestro.
Dottor Fate si ritrovò al sito del servizio di commemorazione insieme a Power Girl e Star-Spangled Kid. Anche altri sette membri della Infinity, Inc. erano presenti, essendo arrivati in ritardo alla funzione, e Fate mostrò loro psichicamente tutto ciò che era accaduto. Si allontanarono, insieme a Power Girl e Star-Spangled Kid, per elaborare il lutto della perdita dei loro famigliari e alleati, lasciando indietro solo il Dottor Fate. Ai suoi piedi, c'erano dei pedoni degli scacchi con la forma di eroi in una battaglia eterna.

## Curiosità
- Nella storia, l'incantesimo del Ragnarǫk di Hitler ebbe luogo nel giorno del funerale di Franklin D. Roosevelt, al cui secolo la lista di membri della JSA (inclusi Superman, Batman, Wonder Woman e Mister Terrific) servirono da guardia d'onore. Secondo DC Special n. 29 (agosto-settembre 1977), Roosevelt giocò un ruolo importante nella formazione originale della JSA[1][2].
- In The Sandman n. 26 (maggio 1991), che fu raccolto in La stagione delle nebbie, si scoprì che il reame in cui gli eroi furono intrappolati era in realtà una simulazione creata da Odino come modo per evitare il vero Ragnarǫk[3].
- Nel 1992, la miniserie Armageddon: Inferno portò gli eroi fuori dal Ragnarǫk di nuovo nell'Universo DC; questo portò direttamente alla serie del 1992 Justice Society of America[4][5].

## Edizione brossurata
Nel 2017, la DC rilasciò una versione brossurata di Last Days of the Justice Society of America, che incluse il fumetto originale auto-conclusivo e le storie originali ristampate dai numeri seguenti della serie del 1986 Secret Origins:
- N. 7 (Sandman)
- N. 9 (Star-Spangled Kid, Flash)
- N. 11 (Hawkman)
- N. 13 (Johnny Thunder)
- N. 15 (Lo Spettro)
- N. 16 (Hourman)
- N. 18 (Lanterna Verde)
- N. 20 (Dottor Mid-Nite)
- N. 24 (Dottor Fate)
- N. 25 (Atomo)
- N. 31 (Justice Society of America)